# Tacrolimús
El tacrolimús (o tacrolimus), venut sota les marques Protopic, Prograf i altres internacionalment; i Tacrolimus STADA a l'estat espanyol, és un fàrmac immunosupressor. S'utilitza després d'un al·lotrasplantament per a reduir el risc de rebuig d'òrgan, i també com a medicació tòpica en el tractament de malalties mediades per limfòcits T com èczemes i psoriasi. També es fa servir per a la uveïtis refractària severa després de trasplantaments de medul·la òssia, exacerbacions de la malaltia de canvis mínims, malaltia de Kimura, la condició de la pell coneguda com a vitiligo, i la síndrome de l'ull sec en gats i gossos.
El tacrolimús inhibeix la calcineurina, involucrada en la producció d'interleucina-2, una molècula que provoca el desenvolupament i la proliferació de limfòcits T, part de la resposta immunitària apresa del cos (o adaptada)

Químicament, és una lactona macròlida descoberta en 1987, de la fermentació d'un brou de terra japonesa que contenia el bacteri Streptomyces tsukubaensis. 

## Usos mèdics

### Trasplantaments
Té propietats immunosupressores semblants a la ciclosporina, però és molt més potent. La immunosupressió amb tacrolimús s'associà en un estudi amb una taxa significativament baixa de refracció aguda comparada amb el tractament basat en ciclosporina (30.7% vs. 46.4%). Els resultats clínics són millors amb tacrolimús que amb ciclosporina durant el primer any de trasplantament de fetge. No obstant això, els resultats a llarg termini no van millorar al mateix nivell. El tacrolimús normalment es prescriu com a part d’un còctel post-trasplantament que inclou esteroids, micofenolat i inhibidors dels receptors IL-2 com el basiliximab. Les dosis es controlen segons els nivells de sang.

### Colitis ulcerosa
S'ha fet servir per a eliminar la inflamació associada a la colitis ulcerosa, una forma de síndrome del colon irritable. Encara que s'utilitza gairebé únicament en estudis científics, el tacrolimús ha mostrat una eficàcia significativa en la supressió dels brots de la malaltia.

### Pell

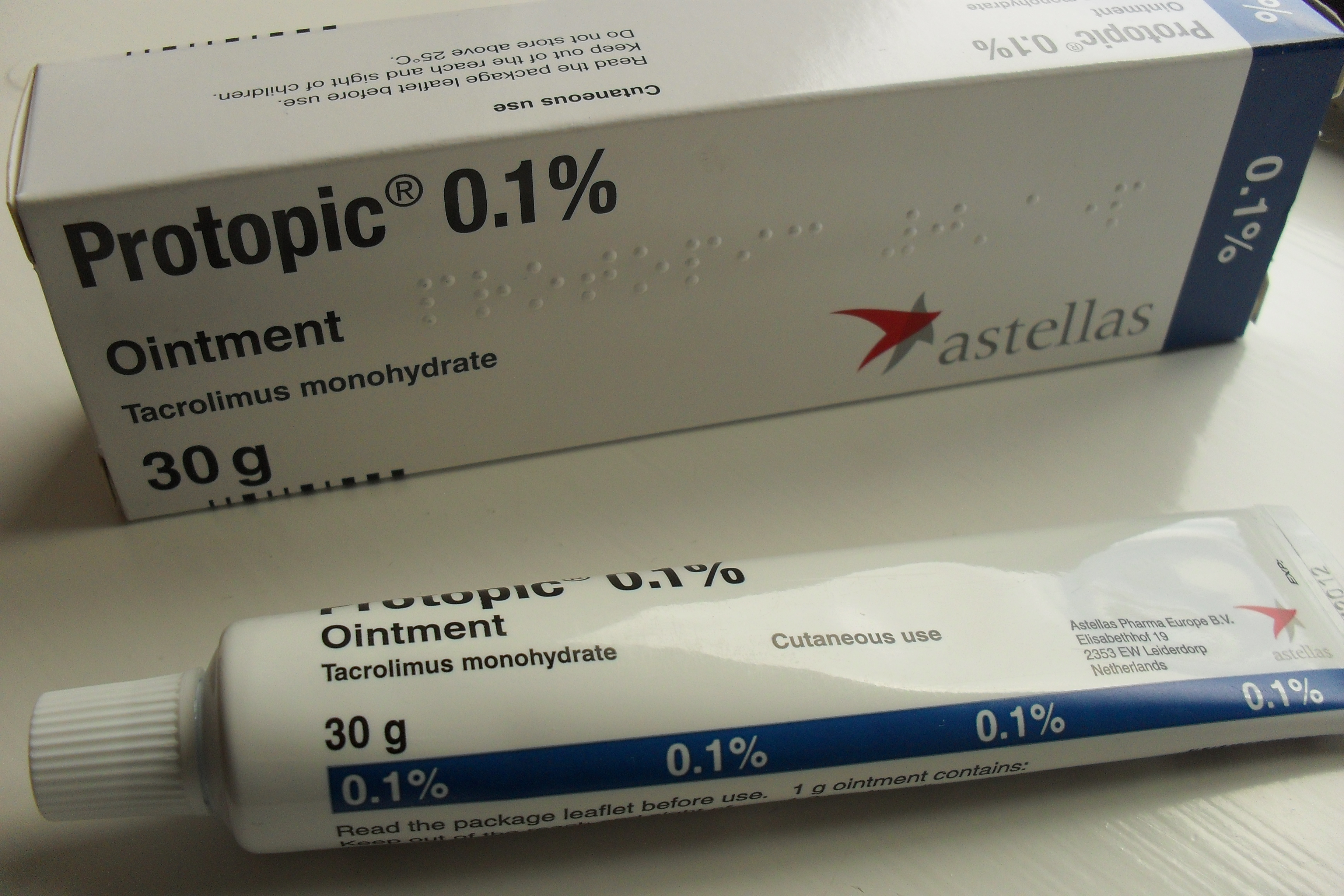
Ungüent 0,1% de tacrolimús

Com a ungüent, el tacrolimús es fa servir per a tractar l'èczema, en particular la dermatitis atòpica. Suprimeix la inflamació de forma similar als esteroides, i és igual d'efectiu com un esteroide de potència mitjana. Un gran benefici del tacrolimús és que no causa l'aprimament de la pell (atròfia), ni cap dels altres efectes secundaris relacionats.
S'ha fet servir per a tractar el vitiligo segmental en xiquets, especialment en àrees de la cara.

### Lupus nefritis
El tacrolimús ha mostrat una reducció del risc en infecció seriosa i també augmentar la remissió renal en lupus nefritis.

## Contraindicacions i precaucions
Les contraindicacions i precaucions inclouen:
- Lactància
- Malaltia hepàtica
- Immunosupressió
- Infants
- Infecció
- Malalties neoplàsiques, com:
  - Càncer de pell
  - Càncer de pulmó
- Oligúria
- Embaràs
- Prolongació de l'interval QT
- Exposició a la llum solar (raigs UV)
- Suc d'aranger[15]

### Ús tòpic
- Apòsit oclusiu
- Lesions malignes conegudes o sospitoses
- Síndrome de Netherton o malalties similars de la pell
- Algunes infeccions de la pell[10]

## Efectes secundaris

### Per via oral o intravenosa
Els efectes secundaris poden ser severs i inclouen infecció, dany cardíac, hipertensió, visió borrosa, problemes de ronyó i fetge (nefrotoxicitat), hiperkalèmia, hipomagnesèmia, hiperglucèmia, diabetis mellitus, coïssor, dany als pulmons (com el sirolimús), i altres problemes neuropsiquiàtrics com a pèrdua de la gana, insomni, síndrome d'encefalopatia posterior reversible, confusió, feblesa, depressió, malsons vívids, rampes, neuropatia, atacs epilèptics, tremolors, i catatonia.
A més a més, pot agreujar potencialment la severitat d'infeccions bacterianes o fungals així com infeccions virals per l'herpes zòster o polyomavirus.

#### Carcinogènesi i mutagènesi
En persones que reben immunosupressors per a reduir el rebuig de l'empelt del trasplantament, hi ha un risc de malignitat (càncer) reconegut com a possible complicació. Els càncers més comuns són limfomes no hodgkinians i càncers de pell. Aquest risc sembla estar relacionat amb la intensitat i la duració del tractament.

### Ús tòpic
Els efectes adversos més comuns associats a l'ús de tacrolimús tòpic, especialment en una àrea ampla, inclouen una sensació de cremor o coïssor en les aplicacions inicials, amb una sensibilitat pujada en l'àrea afectada. Més poc comuns són símptomes gripals, mal de cap, esternuts, i cremor als ulls.

#### Riscs de càncer
El tacrolimús i un medicament relacionat per als èczemes (pimecrolimus) són sospitosos de tindre un risc carcnigènic, per bé que encara hi ha controvèrsia en la matèria. La FDA va emetre una alerta en març de 2005 per al medicament, basant-se en models animals i un xicotet grup de pacients. Fins que més estudis humans ens donen resultats més conclusius, la FDA recomana que els usuaris estiguen avisats dels riscs potencials. No obstant això, la pràctica actual en els dermatòlegs del Regne Unit no ho considera un problema significant i s'està recomanant progressivament més l'ús d'aquests medicaments.

## Interaccions
Així com la ciclosporina, té un rang molt ample d'interaccions. El tacrolimús es metabolitza principalment pel sistema d'enzims citocrom P450 del fetge, i hi ha moltes substàncies que interactuen amb aquest sistema i indueixen o inhibeixen l'activitat metabòlica del sistema.
Les interaccions inclouen el suc d'aranger que augmenta les concentracions en plasma de tacrolimús. Antibiòtics macròlids incloent eritromicina i claritromicina, així com diversos medicaments dels meus nous d'antifungals, especialment dels azols (fluconazole, voriconazole) augmenten el nivell de tacrolimús competint per enzims citocroms.

## Farmacologia

### Mecanisme d'acció

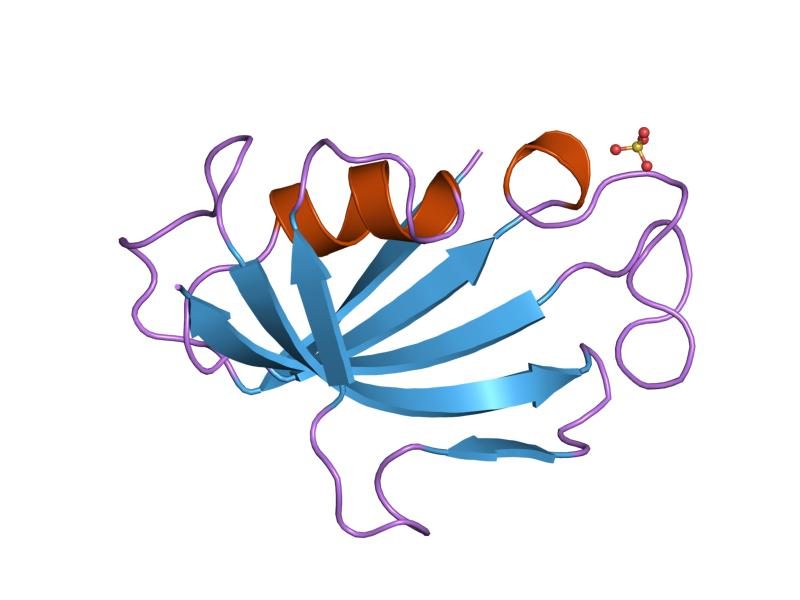
FKBP12, la proteïna objectiu del tacrolimús

El tacrolimús és un inhibidor de la calcineurina macròlid. En limfòcits T, l'activació dels receptors normalment puja el calci intracel·lular, que actua via la calmodulina per a activar la calcineurina. La calcineurina desfosforileix el factor de transcripció del factor nuclear de limfòcits T activats (NF-AT), que mou al nucli dels limfòcits T i augmenta l'activitat de la codificació dels gens per a la IL-2 i citocines relacionades. El tacrolimús prevé la desfosforilització del NF-AT.
De forma més detallada, el tacrolimús redueix l'activitat de la ciclofilina A lligant-se a la immunofilina FKBP12 (proteïna de lligam de la FK506), creant un nou complex. Aquest complex FKBP12-FK506 interactua amb i inhibeix la calcineurina, inhibint tant el senyal de transducció dels limfòcits T i la transcripció de la IL-2. Tot i que aquesta activitat és semblant a la de la ciclosporina, la incidència de rebuig agut es redueix quan s'usa el tacrolimús i no la ciclosporina. Encara que la immunosupressió a curt termini per a la supervivència del pacient i l'empelt és similar entre els dos medicaments, el tacrolimús té un perfil de lípids més favorable, i açò pot tindre implicacions importants a llarg termini segons la influència pronòstica de la supervivència del trasplantament.

### Farmacodinàmica
El tacrolimús oral s'absorbeix lentament en el tracte gastrointestinal, amb una biodisponibilitat d’un 20 a 25% (amb variacions d'un 5 a 67%) i aconsegueix la concentració màxima en plasma sanguini (Cmax) d'una a tres hores. Prenent el medicament junt amb menjars, especialment rics en greixos, alenteix l'absorció i redueix la biodisponibilitat. En la sang, el tacrolimús es lliga principalment als eritròcits, els quals només un 5% es troben en el plasma sanguini, dels quals més d'un 98,8% es lliguen a les proteïnes sanguínies.
La substància es metabolitza en el fetge, principalment a través de la CYP3A, i en el mur intestinal. Tots els metabòlits trobats en la circulació són inactius. La semivida varia àmpliament i pareix ser més alta en persones sanes (43 hores de mitjana) que en pacients amb trasplantaments de fetge (12 hores) o de ronyó (16 hores), per diferències en la depuració. El tacrolimús s'elimina de forma predominant per les deposicions en forma dels seus metabòlits.
Quan s'aplica localment a un èczema, el tacrolimús té una biodisponibilitat mínima o nul·la.

### Farmacogenètica
L'enzim predominant responsable per al metabolisme del tacrolimús és CYP3A5. Variacions genètiques en CYP3A5 resulten en canvis en l'activitat de la proteïna i poden afectar les concentracions de tacrolimús en el cos. Particularment, individus que són homozigòtics per a l'al·lel G en el polimorfisme de nucleòtids simples (SNP) rs776746 (també conegut com a CYP3A5 *3/*3) tenen una proteïna CYP3A5 no funcional. La freqüència de l'al·lel G varia arreu del món, del 4% en algunes poblacions africanes al 80-90% en la població blanca. A través d'un gran nombre d'estudis, individus homozigòtics per a l'al·lel G han mostrat tindre majors concentracions de tacrolimús i requereixen dosis inferiors del medicament, comparat amb els indivus que no ho són. És important aconseguir la concentració òptima de tacrolimús: si els nivells són massa baixos, hi ha un risc de rebuig de trasplantament, si els nivells són massa alts, hi ha un risc de toxicitat pel medicament. Hi ha proves que suggereixen que donar dosis als pacients segons el genotip rs776746 pot resultar en l'aconseguiment més ràpid i freqüent de nivells de tacrolimús òptims. No obstant això, falten evidències consistents si les dosis basades en el genotip rs776746 resulten en millors resultats clínics (com un descens en el risc de rebuig de trasplantament o toxicitat pel medicament).
Alguns estudis també mostren que polimorfismes genètics en gens diferents del CYP3A5, com el NR1I2 (codificador del PXR), també influeix la farmacodinàmica del tacrolimús.

## Història
El tacrolimús es va descobrir en 1987; va ser un dels primers immunosupressors macròlids descoberts, precedit pel descobriment de la rapamicina (sirolimus) en Rapa Nui (Illa de Pasqua) l'any 1975. És produït per un bacteri trobat en terra, Streptomyces tsukubaensis. El nom tacrolimús és derivat de "Tsukuba macrolide immunosupressant" (Immunosupressor macròlid de Tsukuba, en anglés)
El tacrolimús es va aprovar per la FDA americana en 1994, per a l'ús en trasplantament de fetge. Versions genèriques del tacrolimús es va aprovar en els EUA l'any 2017.
El tacrolimús es va aprovar per a ús medicinal en la Unió Europea en 2002, per al tractament de la dermatitis atòpica moderada o severa. En 2007, les indicacions s'expandiren per a incloure la profilaxi de rebuig de trasplantament en els rebedors adults de ronyó o fetge i el tractament de rebuig resistent al tractament amb altres immunosupressors en adults. En 2009, les indicacions es van estendre per a incloure la profilaxi de rebuig de trasplantament en adults i xiquets per a ronyó, fetge, pulmó o cor i el tractament de rebuig resistent al tractament amb altres agents immunosupressors en adults i xiquets.

## Formes disponibles
La versió comercial del medicament és propietat de Astellas Pharma, i es ven amb la marca Prograf, amb una administració de dos al dia. Altres fabricants tenen autorització per a produir marques alternatives de la formulació per a dues dosis diàries.
La dosi única al dia autoritzada inclou Advagraf (Astellas Pharma) i Envarsus (comercialitzat com Envarsus XR per Veloxis Pharmaceuticals i comercialitzada a Europa per Chiesi). La formulació tòpica es comercialitza per LEO Pharma sota el nom Protopic.

## Biosíntesi
La biosíntesi del tacrolimús és síntesi híbrida de policètid sintases de tipus 1 (PKS 1) i síntesi de pèptid no ribosòmmic (NRPS). Investigacions mostren que aquesta síntesi híbrida consisteix en deu mòduls de sintetases policètides i un mòdul de sintetasa de pèptid no ribosòmic. Els enzims sintètics per al tacrolimús es troben en 19 clústers de gens anomenats fkb. Aquests gens són fkbQ, fkbN, fkbM, fkbD, fkbA, fkbP, fkbO, fkbB, fkbC, fkbL, fkbK, fkbJ, fkbI, fkbH, fkbG, allD, allR, allK i allA.
Hi ha diverses formes possibles de la biosíntesi del tacrolimús. Les unitats fonamentals per la biosíntesi són aquestes: una molècula d'àcid 4,5-dihydroxycyclohex-1-enecarboxylic (DHCHC) com a unitat inicial, quatre molècules de malonyl-CoA, cinc molècules de methylmalonyl-CoA, una molècula d'allylmalonyl-CoA com a unitats d'allargament. Tot i això, dues molècules de malonyl-CoA són capaços de substituir dues molècules de methoxymalonyl CoA. Una vegada que dues molècules de malonyl-CoA són substituïdes, els passos d'unió post-sintetasa no són necessaris quan dues molècules de methoxymalonyl CoA són substituïdes. La biosíntesi del methoxymalonyl CoA a proteïnes portadores d'Acyl és precedida de cinc enzims (fkbG, fkbH, fkbI, fkbJ, and fkbK). L'allylmalonyl-CoA també és capaç de ser substituït pel propionylmalonyl-CoA.
La unitat inicial, el DHCHC de l'àcid corísmic es forma per l'enzim fkbO i és carregat en el domini de la ligasa-CoA (CoL). Després, procedeix a reducció depenent de la NADPH (ER). Tres enzimes, fkbA, B i C forcen processos de la cèl·lula de càrrega al mòdul 10, l'últim pas de PKS 1. L'enzim fkbB és responsable de la síntesi d'allylmalonyl-CoA o possiblement de propionylmalonyl-CoA en C21, que és un pas inusual del PKS 1 general. Com s'ha dit, si dues molècules de methoxymalonyl CoA se substitueixen per dos molècules malonyl-CoA, es trobaran en el mòdul 7 i 8 (C13 i C15), i l'enzim fkbA forçarà aquest procés. Després de l'últim pas (mòdul 10) de PKS 1, una molècula de L-àcid pipecòlic format per L-lisina i catalitzat per l'enzim fkbL se sintetitza en la molècula del mòdul 10. El procés de síntesi del L-àcid pipecòlic és NRPS-forçat per l'enzim fkbP. Després de sintetitzar les subunitats completes, la molècula és ciclitzada. Després de la ciclització, la pre-molècula de tacrolimús passa pel lligat post-sintetasa com l'oxidació i S-Adenosil metionina. Particularment, l'enzim fkbM és responsable de la metilació de l'alcohol atacant l'alcohol de l'iniciador DHCHC (Número de carbó 31 mostrat en marró), i l'enzim fkbD és responsable del C9 (mostrat en verd). Després d'aquests passos de lligam, la molècula de tacrolimús esdevé biològicament activa.